# Fiamma eterna (Sarajevo)

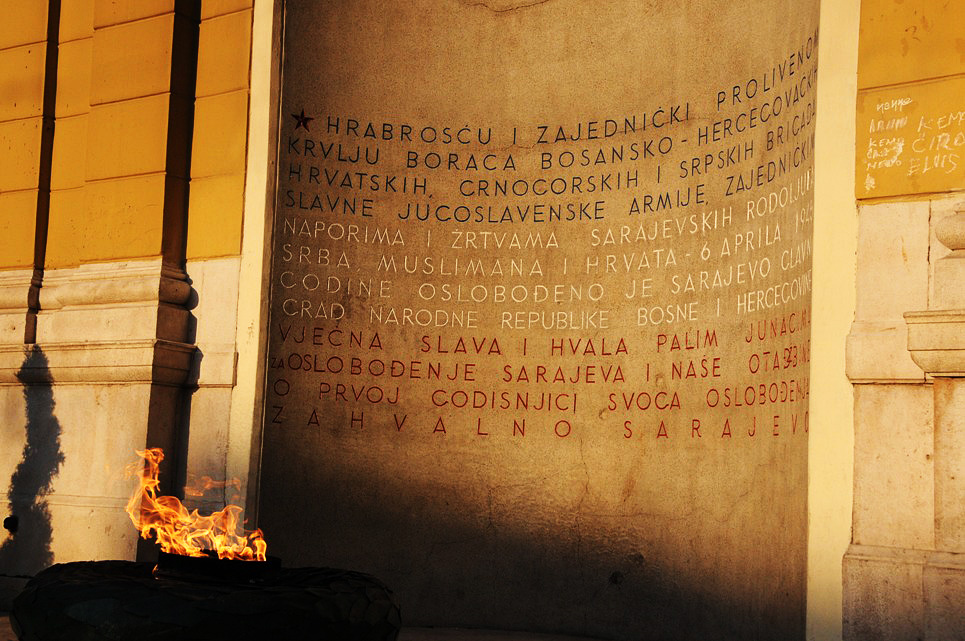
La fiamma eterna a Sarajevo

La fiamma eterna (in bosniaco/croato/serbo: Vječna vatra / Вјечна ватра) è un memoriale delle vittime militari e civili della seconda guerra mondiale a Sarajevo, in Bosnia ed Erzegovina. Il memoriale fu dedicato il 6 aprile 1946, il primo anniversario della liberazione di Sarajevo dall'occupazione durata quattro anni dalla Germania nazista e dallo stato indipendente fascista della Croazia.
Il memoriale è stato progettato dall'architetto Juraj Neidhardt e si trova nel centro di Sarajevo all'incrocio tra le vie Mula Mustafa Bašeskije, Titova e Ferhadija, in una nicchia all'interno dell'ex ingresso dell'Hotel Union (edificio Landesbank). Ai piedi della struttura è presente, per l'appunto, una fiamma eterna.

## Epitaffio
"Con coraggio e congiuntamente versato
Sangue dei combattenti delle brigate bosniaco-erzegovesi,
croate, montenegrine e serbe
del glorioso esercito nazionale jugoslavo; con
gli sforzi congiunti e i sacrifici dei patrioti sarajevesi
serbi, musulmani e croati il 6 aprile 1945
Sarajevo, la capitale della Repubblica popolare
di Bosnia ed Erzegovina è stato liberata.
Eterna gloria e gratitudine agli eroi caduti
della liberazione di Sarajevo e della nostra Patria,
Nel primo anniversario della sua liberazione -
una riconoscente Sarajevo"

## Galleria d'immagini

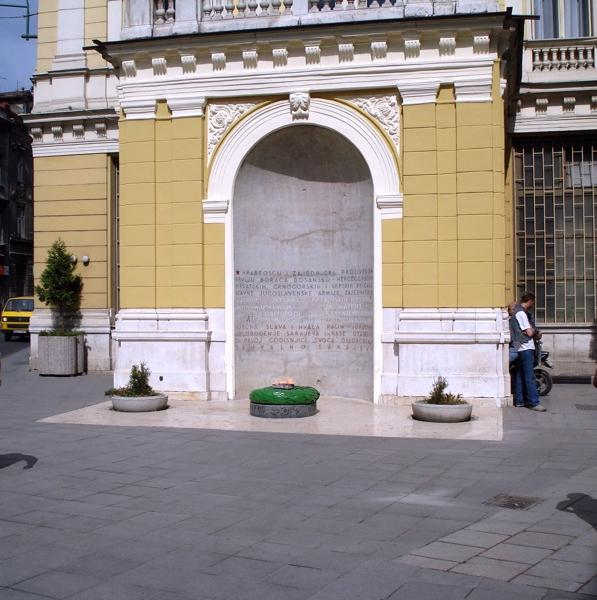
Da vicino
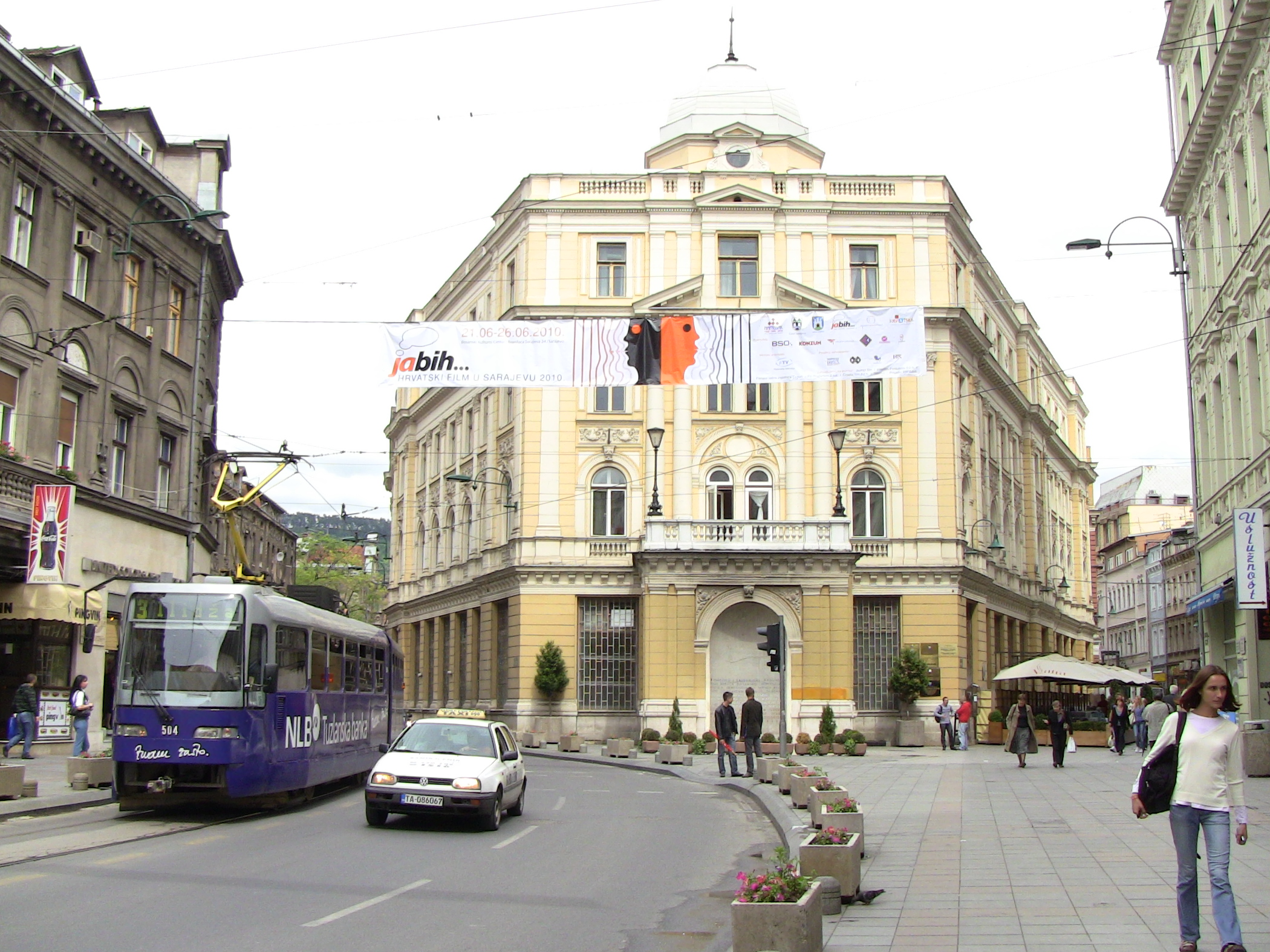
Vista d'insieme
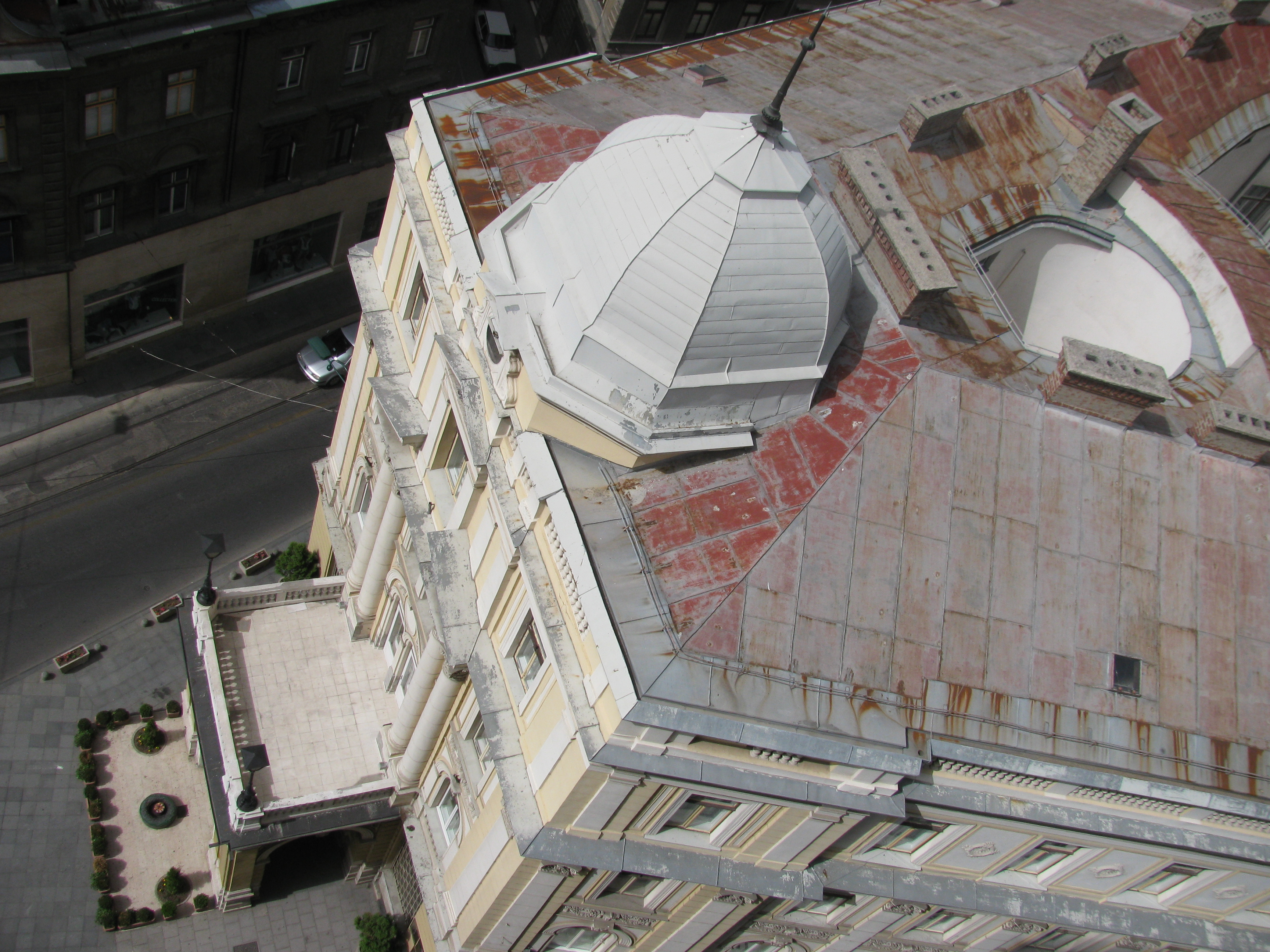
Vista dall'alto